# Wirtemberskie królowe
Królowe Wirtembergii
| # | Imię                         |  | Urodzona                          | Zmarła                               | Czas rządów | Rodzice |
| - | ---------------------------- |  | --------------------------------- | ------------------------------------ | ----------- | --- |
| 1 | Charlotta Augusta Hanowerska |  | 29 września 1766 Londyn           | 5 października 1828 Ludwigsburg      | 1768-1814   | Jerzy III (1738-1820), król Wielkiej Brytanii Zofia Charlotta Mecklenburg-Strelitz (1744-1818), c. Karola Ludwika Fryderyka, księcia Mecklenburg-Mirow |
| 2 | Katarzyna Pawłowna Romanowa  |  | 10 maja 1788 Carskie Sioło        | 9 stycznia 1819 Stuttgart            | 1816-1864   | Paweł I Romanow (1754-1801), car Rosji Zofia Dorota Wirtemberska (1759-1828), c. Fryderyka Eugeniusza, księcia Wirtembergii                            |
| 3 | Paulina Wirtemberska         |  | 4 września 1800 Ryga              | 10 marca 1873 Stuttgart              | 1816-1864   | Ludwik Fryderyk Aleksander (1756-1817), książę Wirtembergii Henrietta Nassau-Weilburg (1780-1857), c. Karola Krystiana Nassau-Weilburg                 |
| 4 | Olga Nikołajewna Romanowa    |  | 11 września 1822 Sankt Petersburg | 30 października 1892 Friedrichshafen | 1864-1891   | Mikołaj I Romanow (1796-1855), car Rosji Charlotta Pruska (1798 - 1860), c. Fryderyka Wilhelma III, króla Prus                                         |
| 4 | Charlotta Schaumburg-Lippe   |  | 10 października 1864 Ratiboritz   | 16 lipca 1946 Bebenhausen            | 1891-1918   | Wilhelm, książę Schaumburg-Lippe Bathildis, księżniczka Anhalt-Dessau                                                                                  |